# Niederbruck
Niederbruck ist eine ehemalige französische Gemeinde mit zuletzt 454 Einwohnern (Stand: 2013) im Département Haut-Rhin in der Region Grand Est. Sie gehörte zum Arrondissement Thann-Guebwiller und zum Kanton Masevaux.
Mit Wirkung vom 1. Januar 2016 wurden die früheren Gemeinden Masevaux und Niederbruck zu einer Commune nouvelle mit dem Namen Masevaux-Niederbruck zusammengelegt.

## Geografie
Niederbruck liegt beiderseits des Flusses Doller in den südöstlichen Vogesen. Der Gipfel des 1074 m hohen Baerenkopfes erhebt sich etwa vier Kilometer südwestlich von Niederbruck. Das nahe der Grenze zur Region Bourgogne-Franche-Comté gelegene Gebiet ist Teil des Regionalen Naturparks Ballons des Vosges.
|  |  |

## Bevölkerungsentwicklung
| Jahr      | 1962 | 1968 | 1975 | 1982 | 1990 | 1999 | 2007 | 2013 |
| Einwohner | 249  | 275  | 305  | 352  | 364  | 369  | 442  | 454  |